# 爱尔巴桑
愛爾巴桑（發音：[ˈɛlbaˈsan]，發音：[ˈɛlbaˈsani]），是阿尔巴尼亚艾巴申州的市镇，为该州的州府，位于阿尔巴尼亚中部什昆賓河北岸。市镇面积为872.03平方公里，人口数量为141,714人（2015年）。

## 词源
爱尔巴桑的阿尔巴尼亚语名字来自奥斯曼土耳其语单词（意为“堡壘”）。

## 歷史

### 古代和早期的拜占庭時期

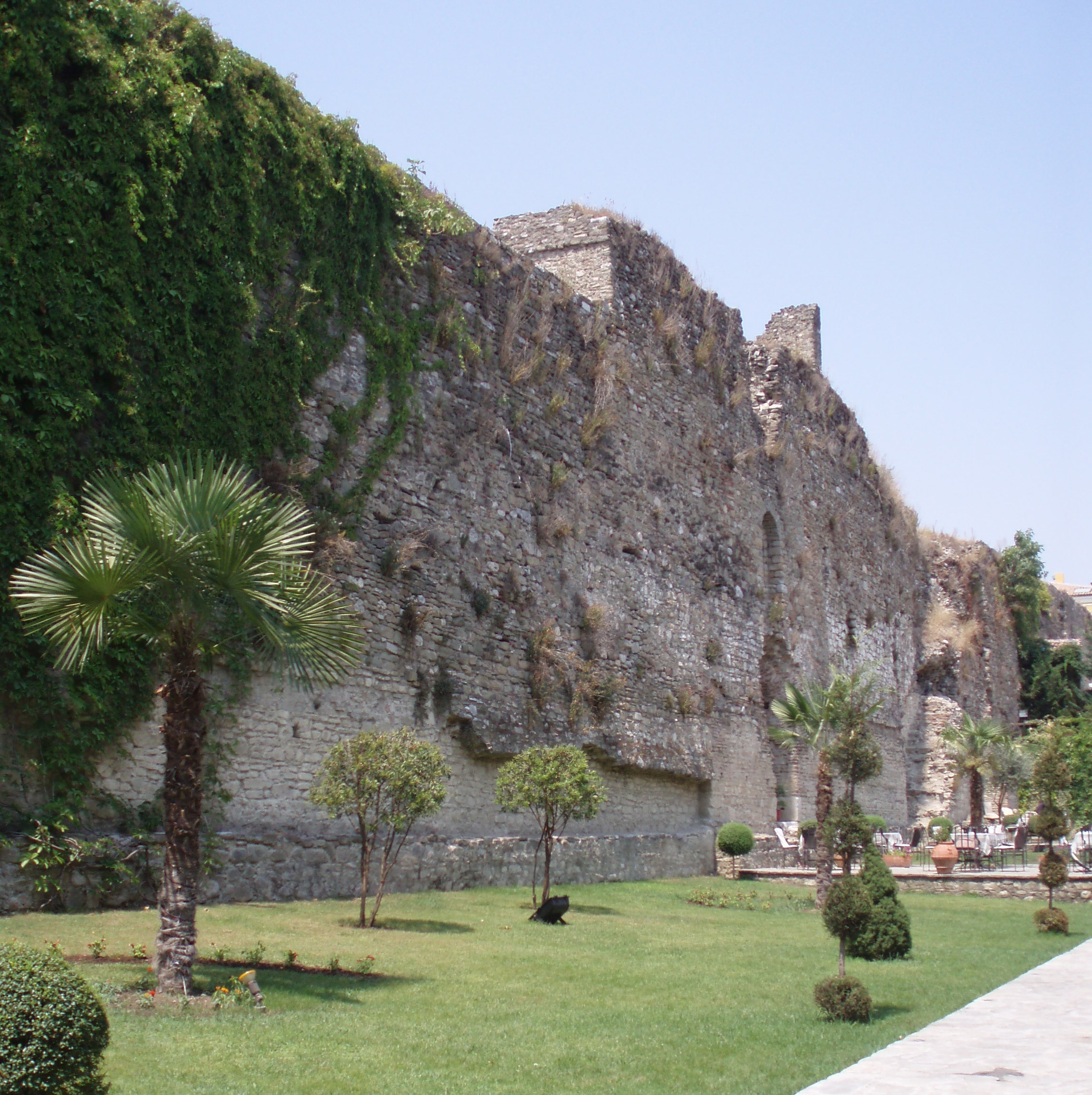
愛爾巴桑城堡

2010年8月，考古學家在Elbasan城堡附近發現了兩座伊利里亞人墓地。
在公元前二世紀，在現代埃爾巴桑遺址附近的一個叫做'Mansio Scampa'的交易站點發展成靠近一條重要羅馬公路的兩個分支的交界處，埃格纳提亚大道亞得里亞海海岸與拜占庭。這是羅馬帝國最重要的路線之一。到了公元三世紀或四世紀，這個地方已經發展成為一座真正的城市，由一座巨大的羅馬堡壘保護著，堡壘面積約300平方米。這座城市出現在如波伊廷格地图或Itinerarium Burdigalense為代表的Scampis或Hiscampis的古老行程中。
早在公元五世紀，它就參與了基督教沿著維亞的傳播，並且擁有了主教，大教堂和大教堂。作為廣闊河谷中的一個城鎮，一旦軍團撤出後，它很容易受到攻擊，但查士丁尼王努力改善防禦工事。這座城市在Bulgars和Ostrogoths的襲擊下倖存下來，並在Procopius ofCæsarea的工作中被提及。
2014年，在古希臘大教堂發現了一座建於公元5世紀或6世紀的古希臘教堂廢墟。

### 鄂圖曼帝國時期
該地點似乎已被廢棄，直到鄂圖曼帝國軍隊在那裡建立軍營，隨後在1466年蘇丹穆罕默德二世下重建城市。穆罕默德修建了一座巨大的四面城堡，護城河和三座城門。他把它命名為“愛爾巴桑”，意思是土耳其人“被征服的國家”。由於鄂圖曼帝國與阿爾巴尼亞民族主義組織萊什聯盟持續爆發軍事衝突，他建造了城堡以便與阿爾巴尼亞民族英雄斯坎德培作戰。

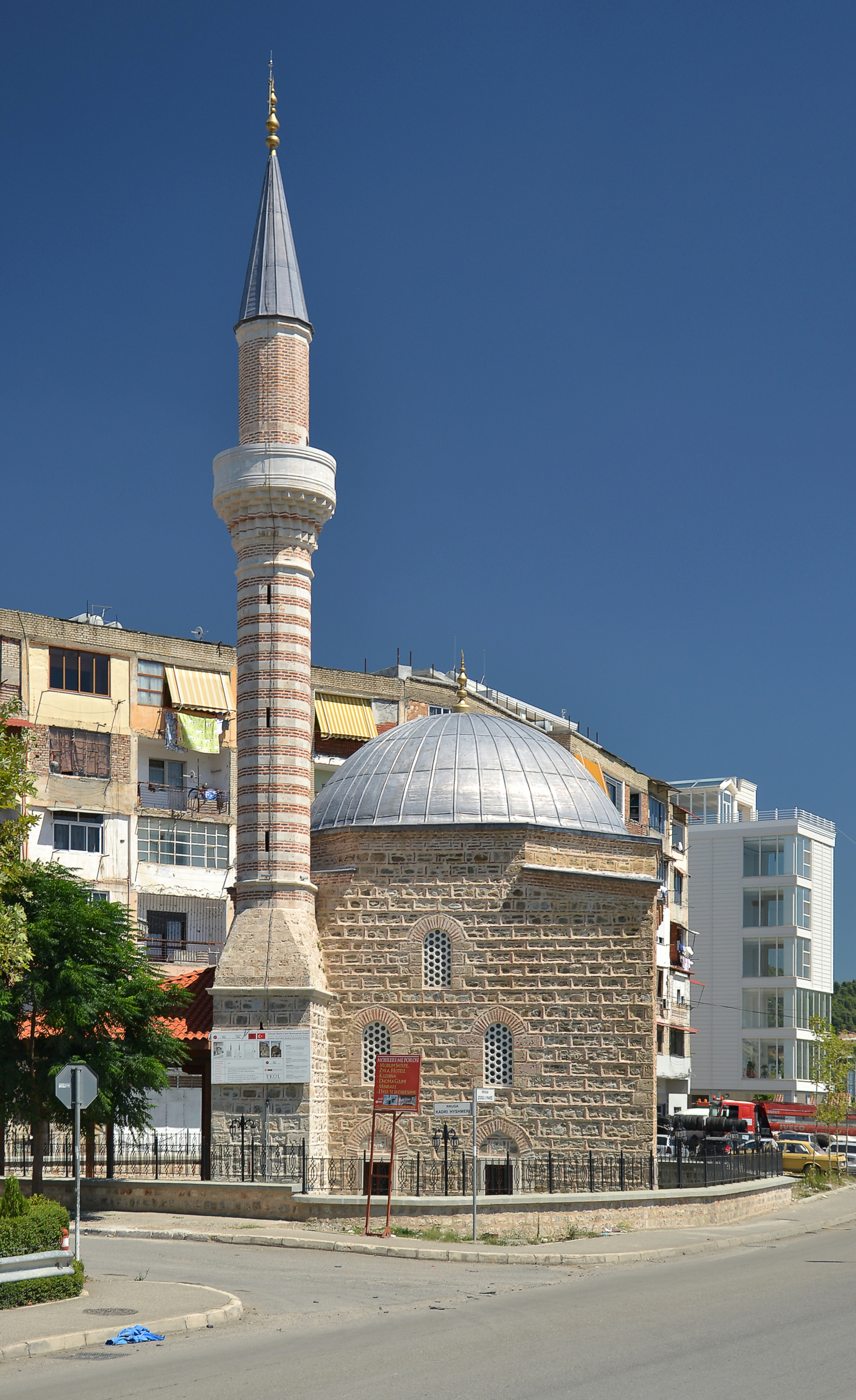
Naziresha清真寺

愛爾巴桑成為未來445年鄂圖曼城市文明中心愛爾巴桑Sanjak的所在地。儘管Halil Inalcik解釋說，根據圖爾松·別克的記錄，在1466年愛爾巴桑城堡建成後，愛爾巴桑的Sanjak也建立起來了，愛爾巴桑最初是奧赫里德Sanjak的一部分。在1467年，許多來自斯科普里、奧赫里德、塞勒斯及卡斯托里亞的基督徒被強制驅逐到愛爾巴桑。在17世紀後期，鄂圖曼旅行者EvliyaÇelebi遊覽了愛爾巴桑，並指出“所有居民都會說阿爾巴尼亞語”，他們也懂得土耳其語，穆斯林神職人員對波斯文化感到興趣，而商人也使用希臘語和“法蘭克”語言。到17世紀末，它有2000名居民。 堡壘在1832年被Reshit Pasha拆除。1864年，愛爾巴桑的Sanjak成為Monastir Vilayet的一部分。在十九世紀後期，愛爾巴桑有3,000個穆斯林家庭和280個東正教基督教家庭居住，其中100個是居住在該堡壘內舊基督教社區的老正教阿爾巴尼亞家庭和180個住在聖尼古拉斯街區邊緣的阿羅馬尼亞家庭的城鎮。在20世紀初估計有15,000人生活在愛爾巴桑。
1909年，在伊斯坦堡的土耳其伊斯蘭革命之後，在愛爾巴桑舉行了阿爾巴尼亞國民大會，研究教育和文化問題。所有來自阿爾巴尼亞中部和南部的代表都讚同在莫納斯提爾（今馬其頓共和國比托拉）舉行的莫納斯提爾國會的決定，而不是使用拉丁字母而不是書面阿爾巴尼亞語的阿拉伯文字。在愛爾巴桑居有阿爾巴尼亞人、土耳其人、Aromunian及Sephardic猶太人。
在第二次世界大戰之前，愛爾巴桑是一座融合了東部和中世紀建築，狹窄鵝卵石街道和大型集市的城市。在城牆內有一個清晰界定的穆斯林定居點，城市郊區的一個Vlach區和一些精美的清真寺和伊斯蘭建築。當時人口約為15,000人。
英國記者詹姆斯大衛Bourchier，然後“時代”的巴爾幹通訊員記錄，他在1911年訪問他看到：
“在中央空間慶祝柏拉姆的人們：美妙的原始旋律與吉普賽吟遊詩人（長笛和鼓）旋轉，由男子用桿子推動;還有一個側手翻在樹頂上的車輪; pekhilvans摔跤，大多是來自Dibra的難民，因此獲得不穩定的生計。

### 阿爾巴尼亞獨立
在阿爾巴尼亞的第一所教師培訓學院，Shkolla Normale e Elbasanit在愛爾巴桑成立。在第一次巴爾幹戰爭期間，它於1912年11月29日被塞爾維亞部隊佔領。由於英國、奧地利及匈牙利的最後通諜，他們於1913年10月25日從愛爾巴桑撤出。
愛爾巴桑先後被塞爾維亞人，保加利亞人，1915年至1918年期間的奧地利人和意大利人。1916年1月29日保加利亞軍隊在保加利亞佔領阿爾巴尼亞期間佔領了愛爾巴桑1916年3月，奧匈帝國的軍隊接管了愛爾巴桑從1916年6月到1917年3月，斯坦尼斯拉夫科斯特卡諾伊曼與奧地利軍隊在那裡進行了戰鬥，並稱他的戰爭回憶錄記錄了關於“ 愛爾巴桑”的佔領工業發展始於煙草和酒精工廠建立的阿爾巴尼亞Zogist Zogist時期。
該市還因其良好的公共建築，先進的教育設施，公共花園和木材商店而聞名。戰爭造成了該市許多損失，隨後在共產主義時期的工業發展密集計劃使該城市的人口增加到約75,000人。這個過程的高潮是在Shkumbini山谷的城外建造巨大的黨派鋼鐵metallurgical建築群 在20世紀70年代由中國援助建成。它被 恩維爾·霍查著重稱為“阿爾巴尼亞人的第二次民族解放”。Shkumbin山谷環境影響複雜的成本很高。
愛爾巴桑火車站於1950年啟用。
2014年，阿爾巴尼亞政府重建了前Ruzhdi Bizhuta體育場。經過翻新的愛爾巴桑足球場成為阿爾巴尼亞國家足球隊的主場和阿爾巴尼亞事實上符合國際足協標準的體育場。

## 地理
愛爾巴桑位於阿爾巴尼亞中部內陸的一座平原城市，東鄰阿爾卑斯山阿爾巴尼亞部分，北鄰首都地拉那。

### 氣候
愛爾巴桑位於阿爾巴尼亞內陸地區，冬季較為寒冷且多雨雪而夏季非常炎熱乾燥且少雨。

## 經濟
工業發展始於佐格政權與煙草和含酒精飲料的生產，並在恩維爾·霍查統治下的共產主義政權期間達到高潮。愛爾巴桑在1974年建成一座鋼鐵廠後得到了重視。共產主義政權期間還有其他種類工業在這個城市運營。
在共產主義政權期間，愛爾巴桑是重工業的中心，主要是冶金和金屬加工工廠。這些工業都對該市造成了嚴重的污染。今天愛爾巴桑仍然被認為是全阿爾巴尼亞污染最嚴重的城市之一，不過近年因為阿爾巴尼亞政府重視環保政策、公民環保意識提高以及阿爾巴尼亞工業產業衰落，愛爾巴桑的污染問題有所改善。

## 交通
愛爾巴桑有高速公路連接首都地拉那。

## 環境
近年來，與阿爾巴尼亞其他地區一樣，愛爾巴桑不僅要處理當地的污染問題，還要處理環境保護主義者稱之為“進口污染”的問題，因為從國外進口的廢物用於私營公司的回收過程。

## 文化和宗教

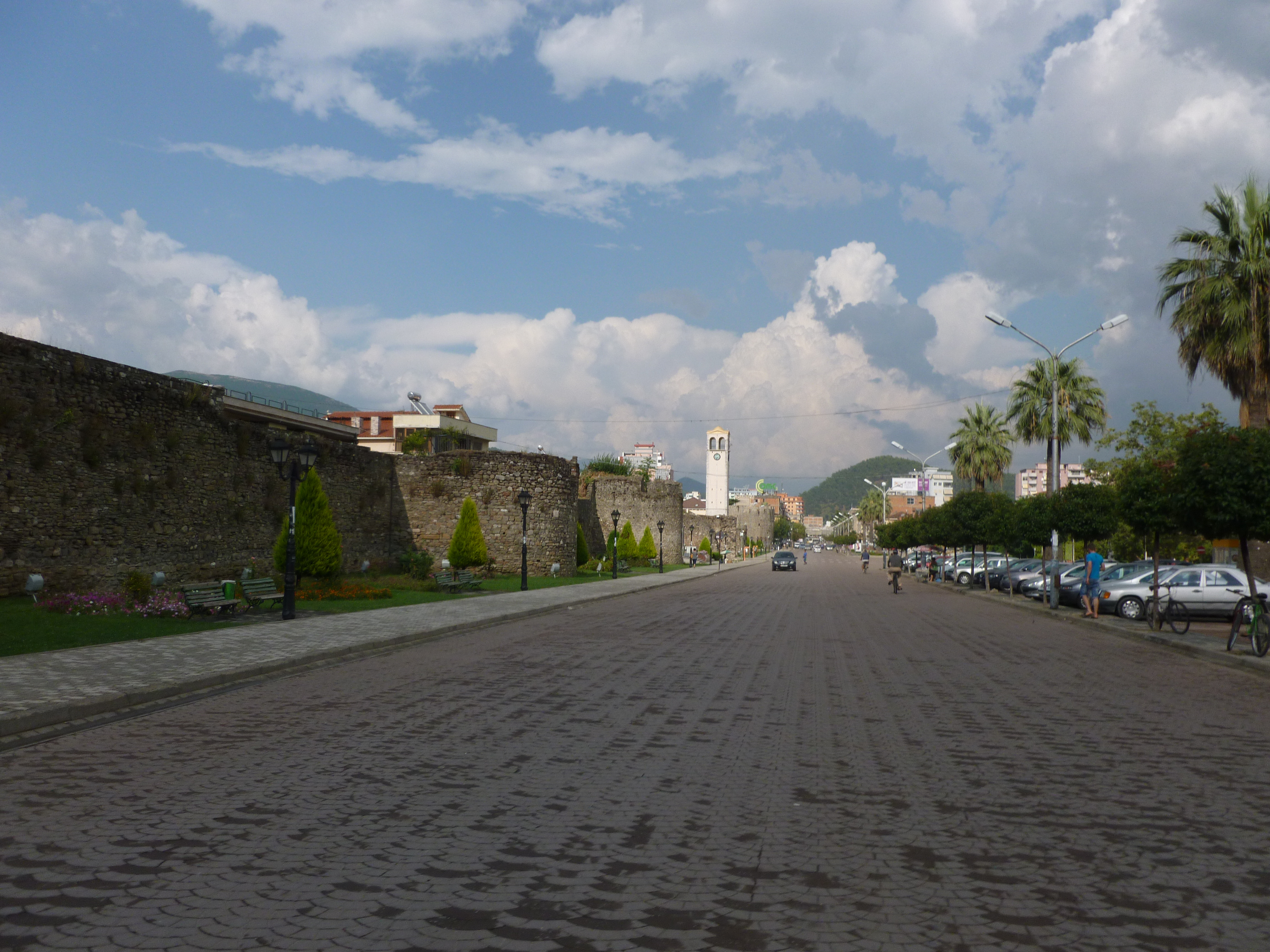
主要大道在愛爾巴桑

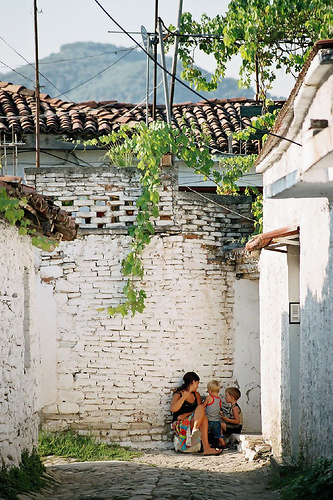
傳統的小街

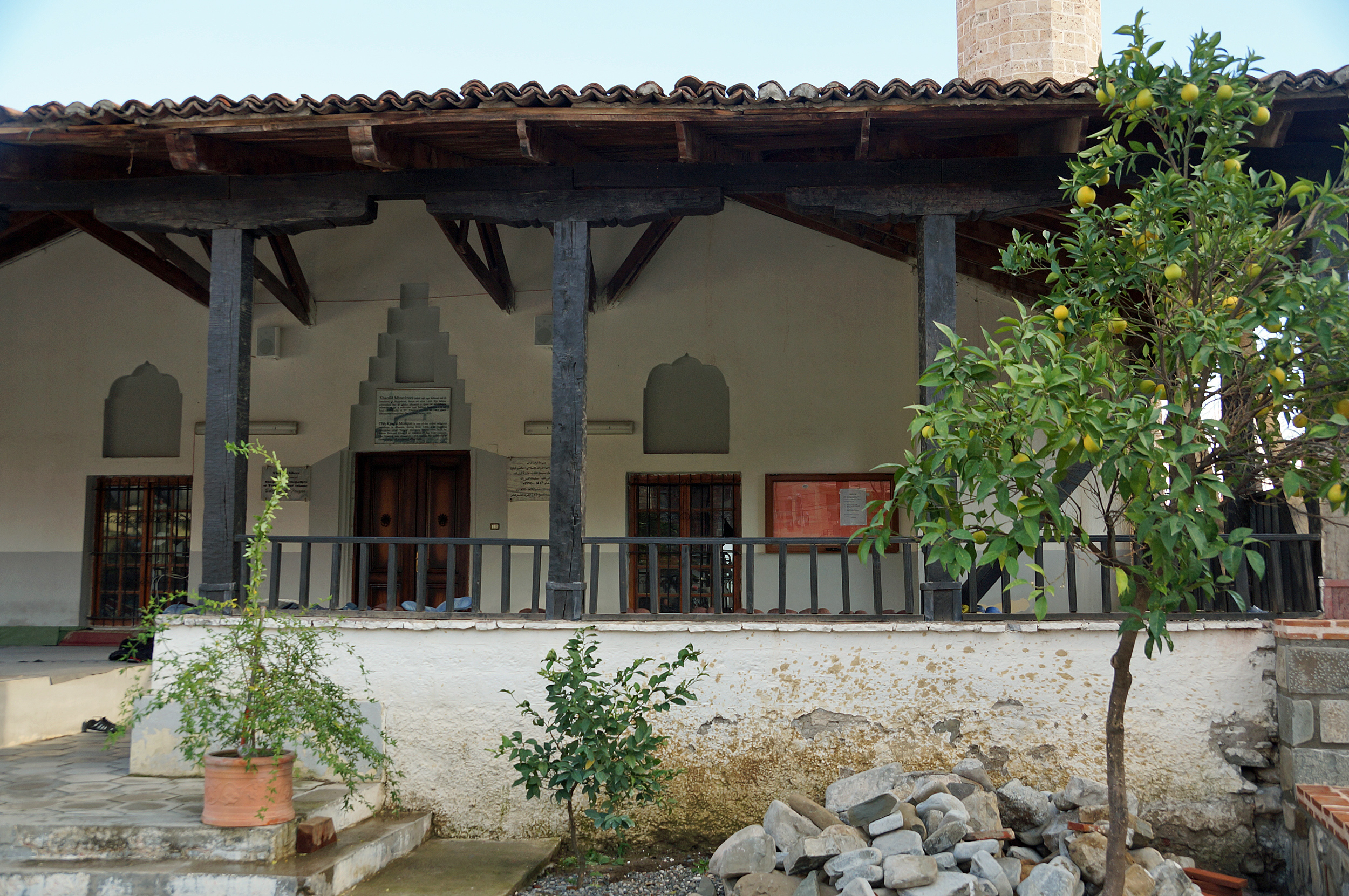
門廊和國王清真寺

愛爾巴桑被幾個不同的軍事集團佔領，包括塞爾維亞人、保加利亞人、奧地利人及意大利人。即使在奧斯曼佔領結束之後，愛爾巴桑仍然是阿爾巴尼亞伊斯蘭教的中心。1908年摩納斯大會之後（今馬其頓共和國比托拉）決定使用拉丁字母作為書面阿爾巴尼亞語，穆斯林受到年輕的土耳其人影響的牧師舉行了各種示威活動，支持在愛爾巴桑使用阿拉伯文字。
在城市的中間是聖瑪麗東正教教堂。教堂始建於1830年，是在1819年的一座老教堂的基礎上建造的。Onufri的繪畫和壁畫仍然可以被David Selenicasi和Kostadin Shelcani修復。教會一直是阿爾巴尼亞語的重要宗教和文化中心。Teodor Haxhifilipi，Kostandin Kristoforidhi和AleksandërXhuvani曾在教堂任職。他們是許多詩篇翻譯成阿爾巴尼亞文的作者。這座教堂建於1908年，是現代第一所阿爾巴尼亞的阿爾巴尼亞學校。
愛爾巴桑區的其他正統教會包括建造的Mameli教堂（建於17世紀），Shelcan的聖尼古拉斯教堂、Valesh的聖尼古拉斯教堂（建於1604年）、Sterstan的Saints Cosmas and Damian教堂（建於18世紀）、聖邁克爾（（沉默於十七世紀）教會、Dragot（建於十八世紀）的聖瑪麗教堂、十七世紀的愛爾巴桑聖尼古拉斯教堂及愛爾巴桑的Saint Athanasius教堂（建於1554年）。
距離愛爾巴桑市區約7公里處的一座古老的修道院和東正教教堂，其中著名的人物聖弗拉基米爾被埋葬直到1995年，當時他的遺體被轉移到地拉那的東正教大教堂，並在修道院舉行東正教節中帶回愛爾巴桑。
愛爾巴桑是1995年從阿爾巴尼亞東正教教堂分裂出來的一個相對較新的東正教自治教堂的所在地。父親Nikolle Marku（父親Nikolle Marku）是新教派的領導者。
愛爾巴桑也是天主教堂的所在地。
愛爾巴桑有四個博物館：
- 民族博物館（1982）在一座18世紀的建築中舉辦
- “Kostandin Kristoforidhi”房子（1978年開始作為博物館）
- Shkolla Normale博物館
- 戰爭博物館

愛爾巴桑是夏日慶祝活動的家園，慶祝冬季結束和夏季到來的盛宴。Ballokume，由黃油和玉米小麥製成的餅乾是當天供應的傳統菜餚。自2004年以來，它已成為3月中旬星期一地拉那慶祝的法定假期。